# زبان چامورو
زبان چامورو یکی از زیرشاخه‌های زبان‌های آسترونزیایی است که ۳۵ هزار نفر در گوآم و ۱۲ هزار نفر در جزایر ماریانای شمالی به این زبان سخن می‌گویند.